# Ștefan Lăcustă
Ștefan Lăcustă (n. 1496 – d. 20 decembrie 1540, Suceava, Moldova) a fost domn al Moldovei (18 septembrie 1538 - decembrie 1540).
Fiind nepot al lui Ștefan cel Mare și fiu al lui Alexandru al Moldovei, Lăcustă a fost primul domn moldovean care nu a mai fost ales de populația autohtonă, ci a fost ales direct de sultanul turc Soliman Magnificul.
Acesta nu este același cu fiul cel mare, Alexandru (căsătorit cu Margareta Drágffy, fiica Voievodului Transilvaniei Bartolomeu Dragfi de Beltiug ) ci un alt fiu Alexandru (zis Sandrin) căsătorit cu o Maria Paleologu în Istanbul în 1489 (după reputatul istoric Matei Cazacu). 

## Domnie
Este primul domn moldovean numit de turci și nu ales de țară, contrar tratatului din 1511, și rodul politicii lui Petru Rareș. A fost pus domn de către sultanul Soliman, care l-a alungat personal pe Petru Rareș, cu ocazia expediției din Moldova din 1538, când țara a pierdut regiunea Bugeac. Din această perioadă datează și cedarea către turci a cetății Benderului (Tighina) pe Nistru. Cu toate relațiile bune pe care le încheie cu polonezii în februarie 1539, Lăcustă nu se putea liniști de teama lui Petru Rareș aflat la Ciceu. A vrut să pună mâna pe el prin trădare, apoi, când Zapolya, voievod de Transilvania, îl face pe Rareș să capituleze, Lăcustă se grăbește să-l ceară și face asta prin turci, care erau protectorii lui Zapolya. Nu a izbutit și Rareș are chiar voie să meargă la Constantinopol să se dezvinovățească.
Nici pe plan intern Ștefan Lăcustă nu a fost mai norocos, pentru că țara, deja jefuită de otomani și tătari in 1538 a fost sărăcită și mai mult de invaziile de lăcuste ce au bântuit holdele în vremea domniei acestui voievod. Din pricina acesteia i s-a tras porecla domnitorului, de lăcustă.
În privința politicii externe există controverse. Oare să fi fost Ștefan Vodă și în adâncul sufletului vândut turcilor? Răspunsul a fost găsit de istorici. În mare taină domnitorul trimite pe boierul Vartic la Ferdinand de Habsburg, fratele lui Carol Quintul, angrenat într-un război antiotoman. Domnitorul nădăjduia că împăratul se va îndura și va trimite oaste în țară și pe dată s-ar fi tras de partea habsburgilor, dar țara nu avea de unde să știe ce gânduri avea Ștefan Lăcustă.
Domnitorul încercase să se aproprie de boierii care-l trădaseră pe Rareș, dar încercarea lui fusese zadarnică, deoarece nu era iubit pentru că nu se opusese ciuntirii hotarelor Moldovei.
Unii boieri mai cutezători au acționat și într-o noapte steagurile boierești, în frunte cu boierul Cozma, au trecut Tighina prin foc și sabie, măcelărind garnizoana otomană.
Cronicile spun că domnitorul devenise un om aspru, decapitând boieri la ospețe din cauza punerii la cale a diferite uneltiri împotriva domnitorului pe care acesta le auzise. Unii dregători au luat calea pribegiei în Transilvania.
Boierii s-au răsculat și l-au ucis pe Lăcustă în foișorul palatului său din Suceava în timp ce dormea, chemând la tron pe hatmanul Alexandru Cornea în 1540.

## viață personală
```
A fost căsătorit cu Maria Gritti,fiica lui 
Aloisio Gritti
 și a avut un fiu ,Constantin ,pretendent la tronul Moldovei în 1579
```